# Starkill
Starkill est un groupe de death metal mélodique américain, originaire de Chicago, dans l'Illinois. Les membres se rencontrent en 2008 et signent leur premier contrat avec Century Media Records, le 14 décembre 2012. Le premier album, Fires of Life, sort le 16 mai 2013,.

## Biographie

### Débuts etFires of Life(2012–2014)
Les frères et membres fondateurs, Parker Jameson et Spencer Weidner, écrivent des morceaux depuis leur adolescence, mais sont confrontés à quelques difficultés pour former leur groupe, notamment le manque de musiciens dotés du même talent et partageant les mêmes goûts musicaux qu'eux. Parker envisage donc de recruter à l'Indiana University, espérant que le programme musical de cette école lui permettra de rencontrer des musiciens aux aspirations similaires.
Peu de temps après avoir entamé sa première année à l'Indiana University, Parker rencontre Charlie Federici, avec lequel il partage de nombreux points communs, et décide de l'intégrer au groupe. Ils commencent à composer et à jouer dans différentes parties de l'Indiana et dans le Midwest. Ils attirent l'attention de Century Media Records, en 2012, alors qu'ils jouent sous le nom de Starkill. Le groupe commence à enregistrer le début de leur album aux Electrowerks Studios le même été ; ils signent un contrat d'engagement avec Century Media Records en décembre,.
Le premier album, Fires of Life, paraît en mai 2013 et le groupe part en tournée en Amérique du Nord et en Europe. Les critiques considèrent que Starkill est un groupe appartenant au death metal mélodique, au power metal, au thrash metal, et au black metal symphonique.

### Virus of the Mind(2014–2015)
Le 11 avril 2014, Starkill publie un clip de la chanson Sword, Spear, Blood, Fire et annonce l'enregistrement d'un nouvel album au Electrowerks Studio aux côtés du producteur Chuck Macak dont la sortie est prévue pour fin 2014. Le 17 juillet 2014, la couverture de l'album, sa date de sortie, et son titre, Virus of the Mind, sont dévoilés.Il est annoncé pour le 14 octobre 2014 aux États-Unis et au Canada, et le 20 octobre 2014 en Europe, en Australie et en Nouvelle-Zélande.
Le 7 août 2014, la première chanson issue de l'album, 'Breaking the Madness, est publiée sur la chaîne YouTube de Century Media Records. Un clip des enregistrements de l'album, intitulé Creating the Virus - Part 1, est publié le 21 août 2014, suivi par une deuxième vidéo, Creating the Virus - Part 2, le 17 septembre 2014.
Virus of the Mind est publié le 14 octobre 2014 aux États-Unis et au Canada,. Le 6 novembre 2014 sort un clip de la chanson Virus of the Mind.

### Shadow Sleep(depuis 2016)
Starkill annonce le 2 février 2016 sur Facebook, les pré-commandes d'un troisième album financé par les fans sur Indiegogo .

## Membres

### Membres actuels
- Parker Jameson - chant guttural, guitare, synthétiseurs, programmation d'orchestre (depuis 2012)
- Spencer Weidner - batterie (depuis 2012)
- Tony Keathley - guitare (depuis 2013)
- Shaun Andruchuk - basse (depuis 2014)
- Sarah Lynn Collier - chant (depuis 2017)

### Anciens membres
- Charlie Federici - guitare (2012–2013)
- Mike Buetsch - basse (2012-2013[13])

## Discographie

### Albums studio
- 2013 - Fires of Life
- 2014 - Virus of the Mind
- 2016 - Shadow Sleep
- 2019 - Gravity

### Clips
- (en) [vidéo] « Fires of Life », sur YouTube
- (en) [vidéo] « New Infernal Rebirth », sur YouTube
- (en) [vidéo] « Sword Spear Blood Fire », sur YouTube